# Бактеріальні токсини
Бактеріальні токсини — отруйні речовини, що виділяються бактеріями в навколишнє середовище (екзотоксини) або містяться у мікробних клітинах (ендотоксини).
Крім ферментів агресії і захисту, мікроорганізми, розмножуючись, можуть виробляти біологічно активні речовини, що ушкоджують клітини і тканини макроорганізму — токсини. Деякі токсини, як наприклад, дифтерійний, правцевий, ботулінічний, є провідними чинниками розвитку відповідних захворювань. Дія інших (гемолізіни стафілокока, лейкоцидин) більш обмежена. Силу токсинів, також як вірулентність самих збудників, вимірюють DLM або LD50.
За своїми властивостями токсини діляться на 2 групи:
1. Ендотоксини — це ліпополісахариди, вони термостабільні, продукуються, як правило, грамнегативними бактеріями, їм притаманна загальнотоксична дія, є слабкими антигенами, не переходять у анатоксин.
2. Екзотоксини — це білки, вони термолабільні, продукуються, як правило, грампозитивними бактеріями, їм притаманна специфічність дії, сильні антигени, при спеціальній обробці переходять у анатоксини.

Найбільш значущими для медичної практики продуцентами екзотоксинів серед грампозитивних бактерій є збудники:
- Дифтерії.
- Ботулізму.
- Правця.
- Газової гангрени.
- Деяких видів стафілококів і стрептококів.

Серед грамнегативних — холерний вібріон, деякі види псевдомонад, шигели.
Екзотоксини залежно від міцності їх з'єднання з мікробної клітиною поділяються на:
- Повністю секретуються (власне екзотоксини) у навколишнє середовище.
- Частково секретуються.
- Несекретуючі.

Останні звільняються тільки в процесі руйнування бактеріальних клітин, що робить їх подібними за цією властивостю з ендотоксинами.

## Класифікація токсинів за механізмом дії
За механізмом дії на клітини макроорганізму бактеріальні токсини діляться на кілька типів, хоча цей поділ досить умовно і деякі токсини можуть бути віднесені відразу до кількох типів:
— 1-й тип — мембранотоксини — гемолізіни, лейкоцидин;
— 2-й тип — функціональні блокатори, або нейротоксини (тетаноспазмін, ботулінічний токсин). Вони блокують передачу нервових імпульсів в синапсах (у клітинах спинного та головного мозку);
— 3-й тип — термостабільні і термолабільні ентеротоксини — вони активізують клітинну аденілатциклазу, що призводить до порушення ентеросорбції та розвитку діарейного синдрому. Такі токсини продукують холерний вібріон (холероген), ентеротоксигенні кишкові палички;
— 4-й тип — цитотоксини — це токсини, що блокують синтез білка на субклітинному рівні. До них належать: ентеротоксин золотистих стафілококів, дерматонекротоксини стафілококів, паличка сибірки, синьо-зеленого гною і збудника коклюшу, а також антиелонгатори. Останні перешкоджають елонгації (нарощуванню) або транслокації, тобто пересуванню і-РНК вздовж рибосоми, і тим самим блокують синтез білка. До антиелонгаторів відносять дифтерійний гістотоксін, токсин синьогнійної палички;
— 5-й тип — ексфоліатин, утворюваний деякими штамами золотистого стафілокока, і еритрогеніни, віднайдені піогенними стрептококом групи А. Вони впливають на процес взаємодії клітин між собою і з міжклітинними речовинами, і повністю визначають клінічну картину інфекції. У першому випадку виникає пухирчатка новонароджених, у другому — скарлатина.
Багато з бактерій утворюють не один, а кілька білкових токсинів, яким притаманна різна дія — нейротоксична, цитотоксична, гемолітична, як, наприклад, стафілокок, стрептококк. У той же час деякі бактерії можуть одночасно, утворювати як білкові екзотоксини, так і ендотоксини, наприклад, кишкова паличка, холерний вібріон.

## Групи факторів патогенності
Усі фактори патогенності по їх функції прийнято поділяти на чотири групи:
- Перша — бактерії з епітелієм відповідних екологічних ніш (біотопів);
- Другу — інтерферуючі з клітинними і гуморальними захисними механізмами господаря і забезпечують розмноження збудника in vivo;
- До третьої групи відносять бактеріальні модуліни, які індукують синтез деяких цитокінів і медіаторів запалення, що призводять до імуносупресії;
- У четверту групу включені токсини і токсичні продукти, які завдають шкідливу дію, пов'язану, як правило, зі специфічними патоморфологічними змінами різних органів і тканин організму.